# Todd C. Chapman

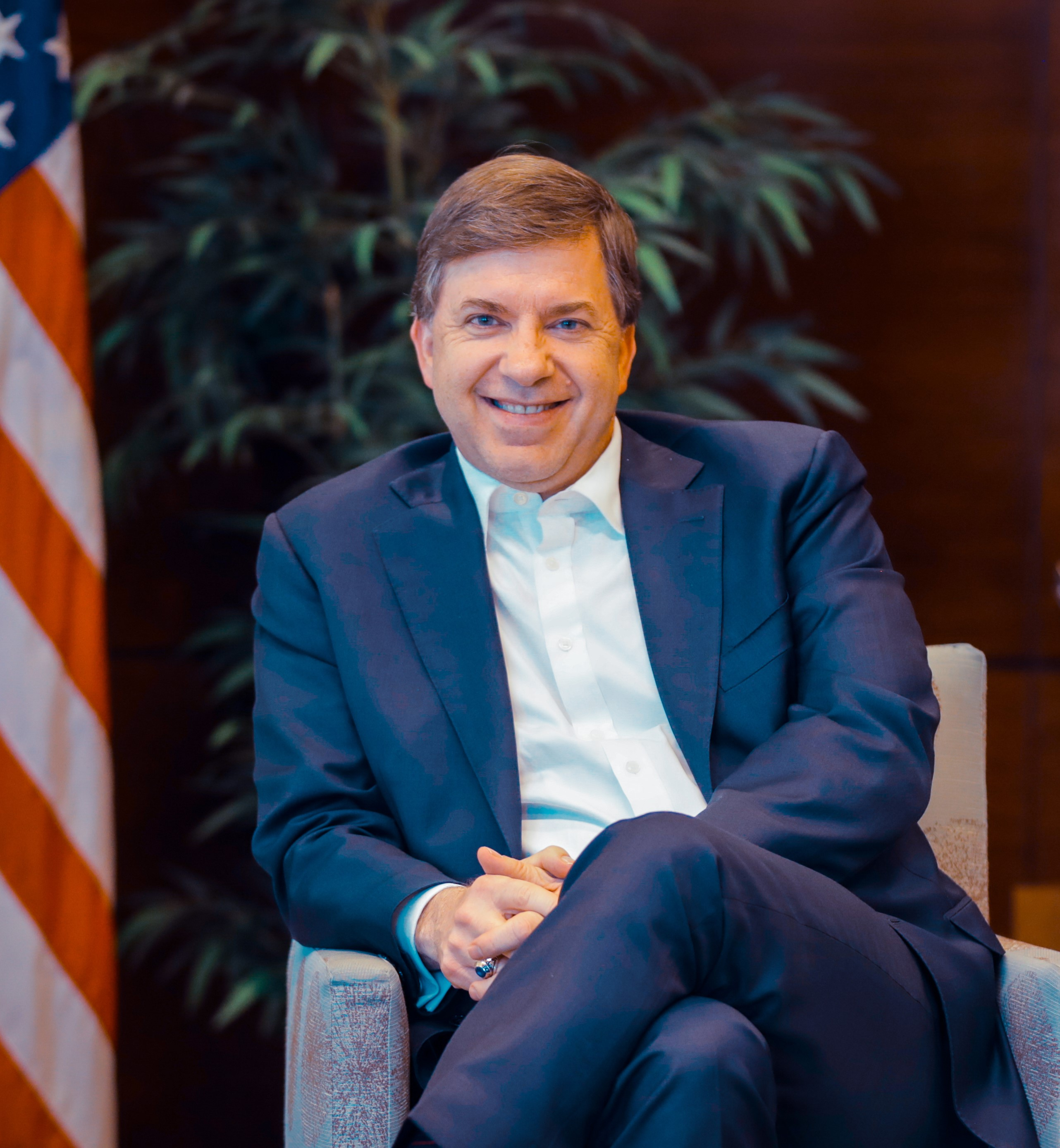
Todd C. Chapman (2019)

Todd C. Chapman (* 1962) ist ein US-amerikanischer Diplomat, von 2007 bis 2010 Chargé d’Affaires ad interim in Mosambik, von 2016 bis 2019 Botschafter in Ecuador und von 2020 bis 2021 Botschafter in Brasilien.

## Leben
Chapman, der einen Teil seiner Jugend in Brasilien verbrachte und dort die Escola Maria Imaculada besuchte, erhielt 1983 einen Bachelor of Arts von der Duke University und 2000 einen Master of Science vom Joint Military Intelligence College. Er war sowohl als Consultant in Houston und Brasilien als auch als Banker in New York City und Saudi-Arabien, worauf er dem United States Foreign Service beitrat. Für diesen arbeitete er zunächst im Operations Center, Mozambique und Taiwan. Darauf war er von 1996 bis 1997 im Office of East African Affairs für Kenia und Uganda zuständig, worauf er bis 1999 als Economic/Commercial Officer in der Botschaft in Nigeria fungierte. Nachdem er von 2000 bis 2001 im Bureau of Economic and Business Affairs als Telecommunications Officer gedient hatte, wirkte er von 2001 bis 2004 in der Botschaft in Costa Rica als Economic Officer und von 2004 bis 2006 in der Botschaft in Bolivien als Political/Economic/Commercial Counselor. In Washington, D. C. wurde er darauf für ein Jahr Executive Assistant im Bureau of Western Hemisphere Affairs. 2007 erhielt er den Posten des Chargé d’Affaires ad interim in Mosambik. Darauf hatte er von 2010 bis 2011 den Posten des Senior Deputy Coordinator for Economic Affairs in Afghanistan und von 2011 bis 2014 den Posten des Deputy Chief of Mission in Brasilien inne. Infolge assistierte er dem Assistant Secretary for Political-Military Affairs. Ende 2015 ernannte ihn der Präsident Barack Obama zum Botschafter in Ecuador; Akkreditiert wurde er jedoch erst 2016. 2019 ernannte ihn Obamas Nachfolger Donald Trump zum Botschafter in Brasilien, auch diesen Posten trat er im folgenden Jahr an. 2021 verließ er den Foreign Service und ging in den Ruhestand.
Er ist mit Janetta Chapman verheiratet und hat zwei Söhne.